# ادیک باغداساریان (نویسنده)
ادیک باغداساریان (ارمنی: Էդիկ Բաղդասարյան ملقب به ا. گرمانیک؛ زاده ۱۹۵۷) روزنامه‌نگار، نویسنده، مترجم و پژوهشگر ارمنی‌تبار اهل ایران است که در زمینه‌های فرهنگ، تاریخ و ادبیات ارمنیان فعالیت می‌کند. تاکنون ۱۶۰ کتاب نگاشته است.

## زندگی‌نامه
در سال ۱۹۵۷ میلادی (۱۳۳۶ خورشیدی) در تهران به دنیا آمد. وی مسلط به زبان‌های زبان ارمنی، زبان انگلیسی، زبان فارسی، زبان فرانسوی، زبان ایتالیایی و زبان عربی است. وی مقالات متعددی با مضامین فرهنگی، ادبی و تاریخی نگاشته است.
وی همچنین سردبیر و صاحب امتیاز ماهنامه «لویس» و فصل نامه «آپاگا» است.

## کتابشناسی
آثار بسیاری توسط وی به فارسی، ارمنی و انگلیسی نگاشته شده‌اند که از آن جمله می‌توان به آثار زیر اشاره کرد:
- تاریخ ارمنستان، دو جلد ترجمه و حواشی؛ تهران ۱۹۸۱ (۱۳۶۰) (فارسی)
- نامداران فرهنگ ارمنی، جلد نخست ترجمه و حواشی؛ تهران ۱۹۸۱ (۱۳۶۰)
- ارمنیان، ترجمه و حواشی؛ تهران ۱۹۸۱ (۱۳۶۰)
- هنر نقاشی جلفای اصفهان، ترجمه و حواشی؛ تهران ۱۹۸۵ (۱۳۶۴) نوشته م. قازاریان[۳]
- بابای پیر و شلغم، (برای کودکان) ترجمه؛ تهران ۱۹۸۴ (۱۳۶۳)
- ارمنی بیاموزیم، تألیف تهران ۱۳۶۰[۳]
- سوگنامه نارک، ویرایش پیشگفتار و حواشی و زندگینامه نارکاتسی، تهران ۱۹۸۶ (۱۳۶۵)
- کتاب اندیشه ویرایش تهران ۱۹۸۳ (۱۳۶۲) (ارمنی)
- نقش ارمنیان ایران در تجارت بین‌الملل (سده ۱۷م) ترجمه؛ تهران ۱۹۹۶ (۱۳۷۵)
- خلاصه تاریخ ارمنیان تهران، تألیف (ارمنی) ماهنامه آراکس شماره‌های ۵۳ تا ۶۱.
- تاریخ ارمنیان
- تاریخ مختصر جامعه ارمنی در ایران ۲۰۰۱ (۱۳۸۰)[۴]
- ترجمه «شواهد و مدارک انکارناپذیر: اسناد اطریشی پیرامون قتل‌عام ارمنیان در سال ۱۹۱۵؛ نوشته آرتم اوهانجانیان[۵]
- تاریخ ریاضیات ارمنیان
- راهنمای مکالمه ارمنی-انگلیسی، فارسی؛ تهران ۱۳۷۶ (۱۹۹۸)
- تاریخ تفصیلی ارمنیان تهران، فصلنامه آپاگا شماره (۲۱–۲۰) ۶–۵ بهار- تابستان ۲۰۰۱ (۱۳۸۰)
- ترجمه «تاریخ ارمنیان» حواشی و ملحقات و ضمایم و نقشه‌ها، نوشته موسس خورناتسی(۱۳۸۰[۶]
- تاریخ فرهنگ ارمنیان کمره (ارمنی)
- تاریخ و فرهنگ کمره
- تاریخ مفصل آرتساخ (قره‌باغ)
- تاریخ کلیسای ارمنی، تألیف.
- شاهنامه و ارمنیان، تألیف.
- معماری ارمنی، ترجمه و حواشی
- زندگینامه کومیتاس موسیقیدان نامی ارمنی
- تاریخ ادبیات ارمنی، تألیف
- شاهنامه و منابع ارمنی
- آذربایجان- توسعه‌طلبی و سرزمین ایران
- گاهشماری کشورهای خاورمیانه، ترجمه
- مناسبات ایران و ارمن
- تاریخ مفصل ارمنیان تهران، تألیف (ارمنی)
- گیکور اثر هوانس تومانیان، ترجمه (انگلیسی)
- مجموعه اشعار ارمنی- انگلیسی و فارسی
- تاریخ مفصل ارمنیان ایران (ارمنی)
- تاریخ مفصل ارمنیان ایران
- فرهنگ انگلیسی- فارسی، تألیف. ویژه سیستم کامپیوتری.
- فرهنگ مفصل ارمنی- فارسی تألیف (ناتمام)
- فرهنگ فارسی- ارمنی تألیف (ناتمام)
- فرهنگ ارمنی- انگلیسی- فارسی (فارسی-انگلیسی و فارسی – ارمنی و انگلیسی-ارمنی و انگلیسی- فارسی) (ناتمام)
- فرهنگ اصطلاحات ارمنی- انگلیسی- فارسی (ناتمام)
- فرهنگ مصور انگلیسی-ارمنی-فارسی